# Molophilus neolyratus
Molophilus neolyratus är en tvåvingeart som beskrevs av Alexander 1934. Molophilus neolyratus ingår i släktet Molophilus och familjen småharkrankar. Inga underarter finns listade i Catalogue of Life.